# Davinciïta
La davinciïta és un mineral de la classe dels silicats que pertany al grup de l'eudialita. Rep el nom en honor del famós artista Leonardo da Vinci (15 d'abril de 1452 - 2 de maig de 1519). La geometria de la davinciïta és pseudocentrosimètrica, i es desvia del model d'estructura perfecte amb un centre de simetria. Es va comparar amb la geometria atípica de l'art de da Vinci.

## Característiques
La davinciïta és un element químic de fórmula química Na₁₂K₃Ca₆Fe²⁺₃Zr₃(Si₂₆O₇₃OH)Cl₂. Va ser aprovada com a espècie vàlida per l'Associació Mineralògica Internacional l'any 2011. Cristal·litza en el sistema trigonal.

## Formació i jaciments
Va ser descoberta al mont Rasvumtxorr, situat al massís de Khibini, a l'óblast de Múrmansk (Districte Federal del Nord-oest, Rússia). Es tracta de l'únic indret de tot el planeta on ha estat descrita aquesta espècie mineral.